# Program MOL

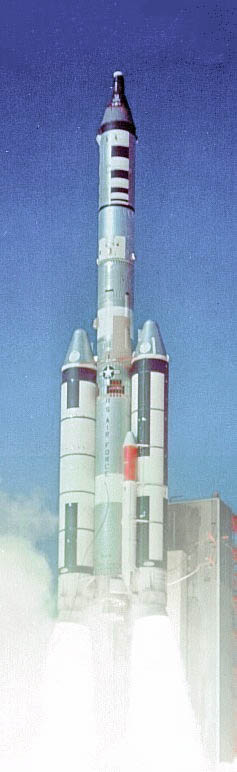
Testovací start MOL 3. listopadu 1966 z Cape Canaveral na Floridě

Program MOL (Manned Orbiting Laboratory), byl program vojenského letectva Spojených států amerických, jehož cílem bylo postavit a vypustit vojenskou orbitální stanici s dvoučlennou posádkou.

## Historie
Po zrušení vývoje malého raketoplánu X-20 DynaSoar americké vojenské letectvo považovalo za potřebné mít vojenskou stanici na oběžné dráze Země určenou především k výzvědným účelům – pozorování a fotografování vojenských cílů v jiných zemích. Program vývoje takové stanice byl veřejně vyhlášen 10. prosince 1963 ministrem obrany Spojených států Robertem S. McNamarou a schválen prezidentem Spojených států
v srpnu 1965. V první polovině roku 1964 Kosmické velitelství letectva USA (Air Force Space Command) sestavilo požadavky na stanici. Od června 1964 na návrhu stanice pracovaly společnosti Douglas Aircraft, General Electric a Martin. V únoru 1967 byl vybrán projekt Douglasu, po podepsání kontraktu společnost začala se stavbou maket a modelů stanice a zkouškami konstrukce.
Stanice měla být postavena z upravené palivové nádrže druhého stupně rakety Titan 3C. Astronauti měli letět v současně vynášené dvoumístné lodi Gemini B, odvozené od kosmické lodi Gemini. Hlavní rozdíl nové verze byl v přidání průlezu, kterým měli astronauti procházel do stanice. Umístěn byl ve dnu lodi, v tepelném štítu. Muselo být proto jak upraveno uspořádání křesel astronautů, tak pečlivě ověřena funkčnost štítu.
Stanice měla být dlouhá 12,7 metrů, s průměrem 3,05 m a 11,3 m³ obyvatelného prostoru. Sestávat měla po řadě z pěti částí – pracovního, obytného a experimentálního modulu, všech hermetických a dvou nehermetických modulů – přístrojového a motorového. Vážit měla 8620 kg, vybavení mělo mít 2700 kg.
Stanice s lodí Gemini B a astronauty měla být vynášena nosnou raketou Titan 3C z nově budované (od března 1966) rampy SLC-6 na Vandenbergově letecké základně v Kalifornii. Po vzletu měli astronauti přejít do stanice, maximální délka letu měla být 40 dní. Poté měli přistát v Gemini B.
Jediný start programu proběhl 3. listopadu 1966, kdy nosná raketa Titan 3C vynesla na oběžnou dráhu Země model stanice dlouhý 10 metrů o průměru 3 metry a kosmickou loď Gemini 2, která při přistání ověřovala funkčnost tepelného štítu s průlezem. Gemini 2 byla použita při testu tepelného štítu už 19. ledna 1965, a svým druhým letem se stala první opakovaně použitou kosmickou lodí. Úspěšný let byl poslední v celém programu.
Podle původního plánu měla první stanice programu MOL vzlétnout roku 1969, v poslední verzi z roku 1969 byly na prosinec 1970 a červen 1971 naplánovány bezpilotní starty a na únor 1972 první pilotovaný let. Nicméně vojáci nespokojení s průtahy, zjistili, že bezpilotní špionážní družice mohou plnit úkoly stanice s výrazně nižšími náklady a ztratili na programu zájem.
Zrušení programu bylo Pentagonem oznámeno 10. června 1969, vycházelo z politického rozhodnutí Nixonovy vlády o podpoře programu Apollo s cílem dosažení prvenství při dobytí Měsíce.
Později se Pentagon k vojenskému využití letů raketoplánů vrátil a proto se také na nákladech řady letů podílel. V roce 1981, po startu raketoplánu Columbia byl publikován plán dalších 57 letů do roku 1987. Z nich bylo 16 mělo být vojenského charakteru. Plány na využití raketoplánu převzalo středisko protivzdušné obrany NORAD.

## Sovětská reakce
SSSR na plán vypustit MOL zareagoval několika vojenskými projekty založenými na variantách kosmické lodi Sojuzu, od roku 1962 rozpracovávanými v konstrukční kanceláři OKB-1. Roku 1964 dostala vývoj vojenských Sojuzů na starost Kujbyševská pobočka. Byla to „kosmická stíhačka“ Sojuz P, pak upravená na Sojuz PPK a loď Sojuz R, která měla vynášet kosmonauty k malé fotoprůzkumné stanici odvozené od lodi Sojuz 7K-TK. Roku 1965 je nahradil Sojuz VI, který však byl roku koncem 1967 zrušen. Současně od roku 1965 konstrukční kancelář CKBM vyvíjela komplex velké orbitální stanice Almaz a lodi TKS. V letech 1973–1976 byly vypuštěny tři stanice Almaz, dvě z nich byly obydleny za použití lodí Sojuz 7K-T. Program Almaz/TKS byl zrušen až na přelomu 70. a 80. let 20. století.

## Kosmonauti v programu MOL
K letům na stanici byl sestaven oddíl astronautů, převážně z pilotů letectva Spojených států. První byli vybráni v listopadu 1965. Z nich bylo šest pilotů letectva – Michael Adams, Albert Crews, Richard Lawyer, Lachlan Macleay, Francis Neubeck, James Taylor a dva piloti námořnictva – Richard Truly a John Finley (odešel v dubnu 1968). V červnu 1966 k nim přibylo dalších pět pilotů – Karol Bobko, Charles Fullerton a Henry Hartsfield z letectva, Robert Crippen z námořnictva a Robert Overmyer přišel od námořní pěchoty. V létě 1967 byli do oddílu zařazeni ještě čtyři inženýři letectva – James Abrahamson, Robert Herres, Robert Henry Lawrence a Donald Peterson. Robert Lawrence, první černošský astronaut ve Spojených státech, zemřel při leteckém neštěstí v prosinci 1967.
Při zrušení programu dostali nabídku přejít do oddílu NASA. Herres odmítl, Bobko, Crippen, Fullerton, Hartsfield, Overmyer, Peterson a Truly přešli. Ostatní nesplňovali věkový limit a vrátili se k vojenské kariéře.